# Tiszta szívvel (telenovella)
Tiszta szívvel (eredeti cím: Amor real) 2003-as mexikói telenovella, amit María Zarattini alkotott. A főbb szerepekben Adela Noriega, Fernando Colunga, Mauricio Islas, Helena Rojo, Chantal Andere és Ernesto Laguardia látható. A sorozat az 1983-ban készült Bodas de odio című telenovella remakeje. 2013-ban egy feldolgozása is készült,a Szerelem zálogba. Magyarországon több mint tíz évvel az eredeti vetítés után, 2016. november 9-én tűzte műsorra az Izaura TV.

## Cselekmény
A sorozat a 19. században játszódik. Matilde egy jómódú családból származó gyönyörű, fiatal nő. Egy nap találkozik Adolfo Solissal, egy szegény katonával. Matilde és Adolfo között szerelem szövődik. Csakhogy Matildénak az akkori hagyományok szerint egy rangban hozzá való férfihoz kell feleségül mennie. Bízik abban, hogy apja, Don Hilario, aki becsületes, igazságos ember áldását adja rá és Adolfóra. Az anyja, Augusta azonban egy gazdag férfihez akarja hozzáadni, hogy megmentse a családot a csődtől. A jelöltje Manuel Fuentes, egy jóvágású és gazdag férfi. Manuel nemrég veszítette el az édesapját, akitől hatalmas vagyon örökölt. Manuel Joaquim Fuentes törvénytelen gyermeke, aki halála előtt ismerte el fiát. Végül Augusta eléri, hogy Matilde Manuel felesége legyen. Adolfót hamis vádak alapján börtönbe juttatja. Matildéval pedig elhiteti, hogy a férfi nős és gyermekei vannak. A lány végül úgy dönt, hozzámegy Manuelhez, hogy megmentse a családját a csődtől. Adolfo megszökik a börtönből. Azonban már késő, ugyanis Matilde már Manuel felesége. Végül mégis sikerül titokban találkozniuk. Megesküdnek, hogy örökre szeretni fogják egymást, és elszöknek, de Manuel rajtakapja őket. Manuel elviszi a birtokára Matildét. A nő nagyon boldogtalan, nem szereti a férjét. Ráadásul a birtokon ott van még Antonia, Manuel házvezetőnője, aki szerelmes Manuelbe, és gyűlöli Matildét. Adolfo hosszú keresés után megtalálja szerelmét, és meg akarja szöktetni. Úgy mutatkozik be, mint a birtok új intézője, senki sem sejti a valódi kilétét. Ahogy telik az idő, Matilde rájön, hogy ő is és Manuel is Augusta mesterkedésének áldozatai. Férjével szembeni gyűlölete idővel szerelemmé változik. Adolfo iránt érzett szerelme pedig elmúlik. Matilde időközben terhes lesz Manueltől. A nő mindent elmond Adolfónak, aki távozik a birtokról. Azonban Manuel megtudja ki is volt valójában Adolfo. Elzavarja Matildét és viszonyt kezd Antoniával. Csakhogy a történek ellenére még mindig szereti feleségét.

## Szereposztás
| Színész(nő)           | Szerepnév                                                             | Magyar Hang        |
| --------------------- | --------------------------------------------------------------------- | ------------------ |
| Adela Noriega         | Matilde Peñalver y Beristáin Curiel de Fuentes-Guerra                 | Zakariás Éva       |
| Fernando Colunga      | Manuel Fuentes-Guerra Aranda                                          | Lux Ádám           |
| Mauricio Islas        | Adolfo Solís Gallardo / Felipe Santamaría                             | Barát Attila       |
| Helena Rojo           | Augusta Curiel Vda. de Peñalver y Beristáin                           | Szórádi Erika      |
| Chantal Andere        | Antonia Morales Cortés                                                | Náray Erika        |
| Ernesto Laguardia     | Humberto Peñalver y Beristaín Curiel                                  | Láng Balázs        |
| Ana Martín            | Rosario Aranda                                                        | Zsurzs Kati        |
| Ricardo Blume         | Hilario Peñalver y Beristáin                                          | Barbinek Péter     |
| Mario Iván Martínez   | Renato Piquet                                                         | Seder Gábor        |
| Carlos Cámara         | Ramón Márquez                                                         | Bácskai János      |
| Maya Mishalska        | Marianne Bernier de la Roquette / Marie de la Roquette Fuentes-Guerra | Balsai Móni        |
| Kika Edgar            | Catalina Heredia Curiel de Solís                                      | Kelemen Kata       |
| Ana Bertha Espín      | Prudencia Curiel Vda. de Alonso                                       | Menszátor Magdolna |
| Mariana Levy          | Josefina de Icaza de Peñalver y Beristáin                             | Várkonyi Andrea    |
| Ingrid Martz          | Pilar Piquet de Márquez                                               | Haffner Anikó      |
| Leticia Calderón      | Hanna de la Corcuera                                                  | Orosz Anna         |
| Rafael Rojas          | Amadeo Corona                                                         | Harcsik Róbert     |
| Yolanda Mérida        | Juana Domínguez Vda. de Palafox                                       |                    |
| Beatriz Sheridan      | Damiana García                                                        | Andresz Kati       |
| Harry Geithner        | Yves Santibañez de la Roquette                                        | Vári Attila        |
| Mauricio Herrera      | Padre Urbano de las Casas                                             | Tarján Péter       |
| Óscar Bonfiglio       | Sixto Valdez                                                          | Galbenisz Tomasz   |
| Alejandro Felipe      | Manuel Hilario Fuentes-Guerra Peñalver y Beristáin                    |                    |
| Paulina de Labra      | Ignacia                                                               | Vámos Mónika       |
| Manuel "Flaco" Ibañez | Remigio Quintero                                                      | Végh Ferenc        |
| Paco Ibáñez           | Gregorio Heredia                                                      | Dézsy Szabó Gábor  |
| Julio Alemán          | Joaquín Fuentes-Guerra                                                |                    |
| Raquel Morell         | María Clara Curiel de Heredia                                         |                    |
| Gastón Tuset          | Gervasio Morales                                                      | Bartók László      |
| Tania Vázquez         | Adelaida Sandoval                                                     |                    |
| Héctor Sáez           | Silvano Arzola                                                        | Németh Gábor       |
| Jorge Vargas          | Prisco Domínguez Cañero                                               | Bolla Róbert       |
| Alicia del Lago       | Higinia                                                               | Tarr Judit         |
| José Antonio Ferral   | Abelardo Benítez                                                      | Borbiczki Ferenc   |
| Mario del Río         | Lorenzo Rojas                                                         |                    |
| Alejandro Villeli     | Ezequiel Treviño                                                      |                    |
| Carlos Amador         | Orlando Cordero                                                       | Albert Péter       |
| Gerardo Klein         | Santiago López                                                        | Juhász Zoltán      |
| Dulcina Carballo      | Jacinta                                                               |                    |
| Fernando Manzano      | Garza                                                                 | Molnár Kristóf     |
| Benjamín Pineda       | Canales                                                               |                    |

## Érdekességek
- Adela Noriega és Mauricio Islas 2001-ben játszottak már együtt Az ősforrás című telenovellában.
- Adela Noriega és Helena Rojo 1999-ben játszottak már együtt a Titkok és szerelmek című telenovellában, ahol szintén anya-lánya kapcsolatuk volt.
- Adela Noriega és Ernesto Laguardia 1987-ben játszottak már együtt a Quinceañera című telenovellában.
- Fernando Colunga és Chantal Andere 1998-ban játszottak már együtt a Paula és Paulina című telenovellában.
- Fernando Colunga, Leticia Calderón és Raquel Morell 1997-ben játszottak már együtt az Esmeralda című telenovellában.
- Fernando Colunga és Helena Rojo 2000-ben játszottak már együtt a María del Carmen című telenovellában.
- Fernando Colunga és Kika Edgar később ismét együtt játszottak a Pasión és az Amit a szív diktál című telenovellákban.
- Helena Rojo és Ricardo Blume 2000-ben játszottak már együtt a Ramona című telenovellában. Illetve később ismét együtt játszottak az Árva angyal című telenovellában, ahol szintén házastársakat játszottak.
- Ana Bertha Espín a sorozat későbbi feldolgozásában, a Szerelem zálogba című telenovellában is szerepelt.